# Pfadverlust
Der Pfadverlust L beschreibt in der Physik den Verlust an elektromagnetischer Leistung P zwischen einem Sender und einem Empfänger. Ein geringer Pfadverlust kennzeichnet üblicherweise eine gute Empfangssituation.
Im Pfadverlust sind alle Verluste auf dem Weg vom Sender zum Empfänger eingeschlossen, wie Freiraumdämpfung, Absorptionsverluste beim Durchdringen von Medien (Atmosphäre), Verluste durch Diffraktion und Abschattung sowie Verluste durch unterschiedliche Ausbreitungswege wegen der Beugung an Hindernissen innerhalb der Fresnelzone.
Gegenüber unerwünschten Signalen ist bei Strahlungskopplung ein hinreichend großer Pfadverlust auf dem Kopplungspfad zwischen Störquelle (Sender) und Störsenke (Empfänger) ein Kennzeichen der elektromagnetischen Verträglichkeit. Die Erhöhung des Pfadverlustes zum Beispiel durch die Erhöhung der räumlichen Distanz zwischen Senke und Quelle ist dann eine Entstörmaßnahme.

## Ausbreitungs-Modellrechnungen
Es gibt grundsätzlich zwei verschiedene Möglichkeiten, den Pfadverlust für einen Funkübertragungskanal zu bestimmen. Einmal die deterministische Methode, bei der die Ausbreitungsbedingungen physikalisch analysiert und dann ihr Einfluss berechnet werden. Das ist allerdings nur eingeschränkt möglich und führt nur zum Ziel, wenn eine möglichst störungsfreie Ausbreitung erfolgt. In der Praxis ist das meist nur für Verbindungen zwischen Erdstation und Satelliten sowie für Funkverbindungen auf der Erdoberfläche mit extrem kurzer Distanz (zum Beispiel für eine Funkmaus) sinnvoll.
Eine weitere Methode nutzt stochastische und statistische Mittel. Diese Berechnungen werden mit Computerprogrammen durchgeführt, denen zum Beispiel ein Geländeprofil sowie besondere Bedingungen in der Umgebung zugrunde gelegt werden. Meist liegen diesen Methoden umfangreiche Untersuchungen in den Ausbreitungsbedingungen zugrunde. Es sind mehrere Wellenausbreitungsmodelle bekannt:
- das Wellenausbreitungsmodell von Lee,
- das Okumura-Hata-Modell,
- das COST-Walfisch-Ikegami Modell,
- das COST-231-HATA-Modell.

Im Ergebnis werden Proportionalitäten zwischen dem Pfadverlust und der Entfernung ausgegeben. Diese können zwischen {\displaystyle F\propto r^{1{,}6}} bis {\displaystyle F\propto r^{5}} liegen. Einige Modelle fügen noch einen sogenannten Umweltkorrekturfaktor zwischen −2 und −20 dB hinzu.

## Bestandteile des Pfadverlustes
Es gibt viele Ursachen für die in einen Pfadverlust zusammengefassten Dämpfungen für elektromagnetische Wellen:
FreiraumdämpfungDadurch, dass die Energie sich während der Ausbreitung auf eine immer größere Fläche verteilt, wird die Leistungsdichte auf einer gegebenen Fläche verringert. Die Freiraumdämpfung wird bestimmt, indem isotrope Antennen genutzt werden. Die Größe einer isotropen Antenne ist allerdings nicht der Punkt, sondern eine Fläche in der Größenordnung der genutzten Wellenlänge. Dadurch wird die Freiraumdämpfung allerdings frequenzabhängig.
AbsorptionsverlusteAbsorptionsverluste treten auf, wenn die elektromagnetischen Wellen ein Medium durchqueren, das für elektromagnetische Wellen nicht vollständig transparent ist. In der Erdatmosphäre treten diese Absorptionsverluste zum Beispiel an Regentropfen, Nebel oder Wolken sowie auch an einzelnen Molekülen wie Sauerstoff auf.
BeugungsverlusteWenn ein Hindernis im Ausbreitungsweg liegt, wird das Signal um dieses Hindernis herum gebeugt. Bereits nach kurzer Entfernung tritt kein Schatten hinter diesem Hindernis mehr auf. Allerdings treten bei der Beugung zusätzliche Verluste auf.
Verluste durch MehrwegeausbreitungIn einer realen Umgebung werden die elektromagnetischen Wellen an verschiedenen Objekten reflektiert. Sie erreichen den Empfänger auf unterschiedlich langen Wegen. Dadurch entstehen Phasenunterschiede, die durch Interferenz das Signal abschwächen (Mehrwege-Effekt).
Einfluss der ErdoberflächeNicht nur Abschattungen durch Geländeerhebungen verhindern die Ausbreitung. Auch die Leitfähigkeit der Erdoberfläche hat einen wesentlichen Einfluss. Am besten breiten sich die elektromagnetischen Wellen über Wasseroberflächen oder Feuchtgebieten aus. Trockener Sandboden bewirkt eine höhere Dämpfung.
Hindernisse wie Gebäude oder VegetationDie elektromagnetischen Wellen werden an diesen Hindernissen nicht nur reflektiert, sondern von denen auch absorbiert. Feuchtes Laub dämpft die Ausbreitung besonders stark. Innerhalb von Wänden kann eine Mehrfachreflexion stattfinden, die dann ebenfalls zu Interferenzen führt.
AtmosphäreReflexionen an Schichten der Ionosphäre können die Reichweite der Ausbreitung elektromagnetischen Wellen auch positiv beeinflussen. Oft treten auch hier Interferenzen auf, die bis zur Auslöschung des Signals führen können (Fading).

### Freiraumausbreitung
Der Pfadverlust in Dezibel beträgt bei einer Ausbreitung im freien Raum ohne Störeinflüsse:
{\displaystyle {\frac {L_{\mathrm {F} }}{\mathrm {dB} }}=20\log _{10}(f\,/\,\mathrm {Hz} )+20\log _{10}(d\,/\,\mathrm {m} )+20\log _{10}{\frac {4\pi }{c}}}
- f: Frequenz
- d: Entfernung zwischen Sender und Empfänger
- c: Lichtgeschwindigkeit

Die Freiraumausbreitung tritt zum Beispiel bei der Funkverbindung zwischen zwei Satelliten auf, die eine optische freie Sicht untereinander haben. Nur in diesem Sonderfall wird der Pfadverlust ausschließlich durch die Freiraumdämpfung geprägt.

### Zweiwegeausbreitung

Sender und Spiegelbild an ebener Fläche

Die o. g. Gleichung gilt für den freien Raum. Breitet sich die Welle über einer elektrisch leitenden Ebene aus, wird sie in der Regel vom Empfänger sowohl direkt als auch indirekt, von der Ebene gespiegelt, empfangen. Man spricht von Zweiwegeausbreitung.
{\displaystyle L_{\mathrm {P} }=-g_{\mathrm {S} }-g_{\mathrm {E} }-20\log h_{\mathrm {S} }-20\log h_{\mathrm {E} }-40\log d}
Näherung für {\displaystyle h_{\mathrm {S} }+h_{\mathrm {E} }\ll d}
hS und hE geben die Höhen der Sende- und Empfangsantenne über der Ebene an. Bei der Ausbreitung über der Ebene vergrößert sich der Pfadverlust sehr viel schneller (mit der Potenz 4) als im freien Raum (mit der Potenz 2).